# 133889 Nicholasmills
133889 Nicholasmills este o planetă minoră (asteroid) din centura de asteroizi. A fost descoperită pe 20 august 2004 la Catalina Station⁠(d) de Catalina Sky Survey. 
Obiectul prezintă o orbită caracterizată de o semiaxă mare de 2,3404008687739 UAi, o excentricitate de 0,22, o înclinație de 13,7 ° în raport cu ecliptica.